# ملنیک (بلغارستان)
ملنیک (به‌زبان بلغاری: Мелник) نام کوچترین شهر کشور بلغارستان است.
این شهر در استان بلاگووگراد در پای کوه پیرین قرار دارد.
ملنیک زمانی شهر پررونقی بود ولی پس از بازگشت مهاجران یونانی و ترک ساکن ِ آن شهر به‌کشورشان، ملنیک هم از رونق افتاد.
شهر ملنیک هنوز بخاطر شراب خود شهرت دارد که گفته می‌شود شراب محبوب وینستون چرچیل بوده‌است.

## نگارخانه

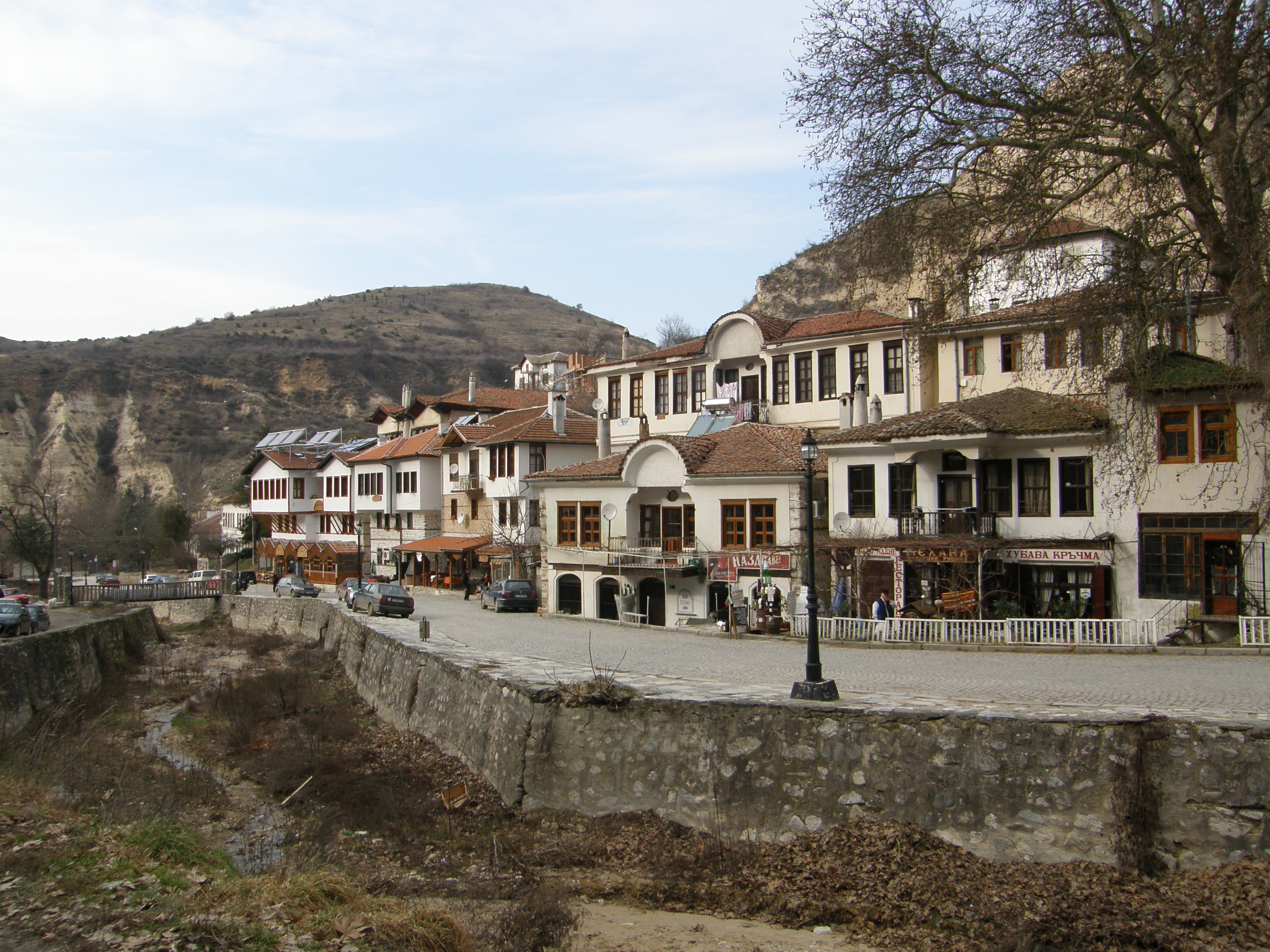
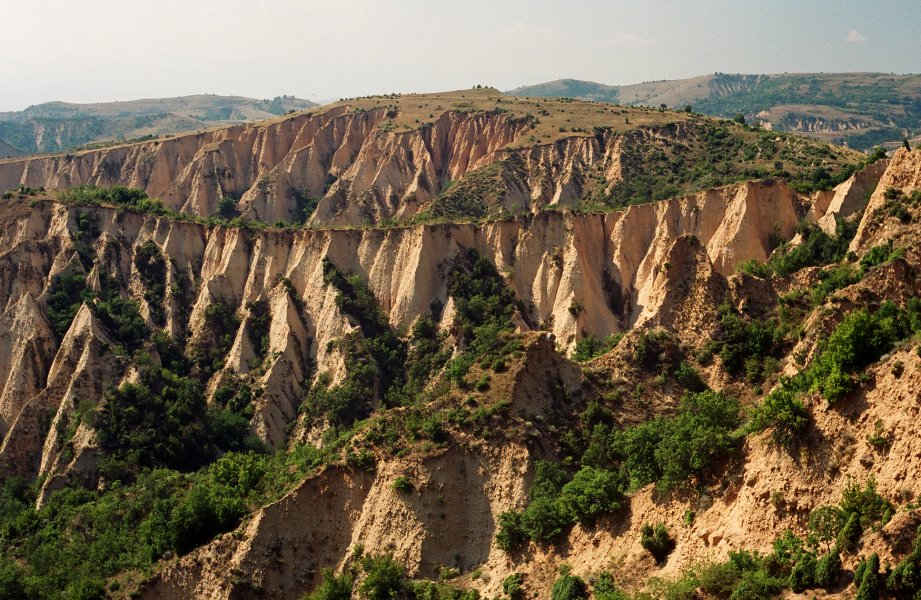
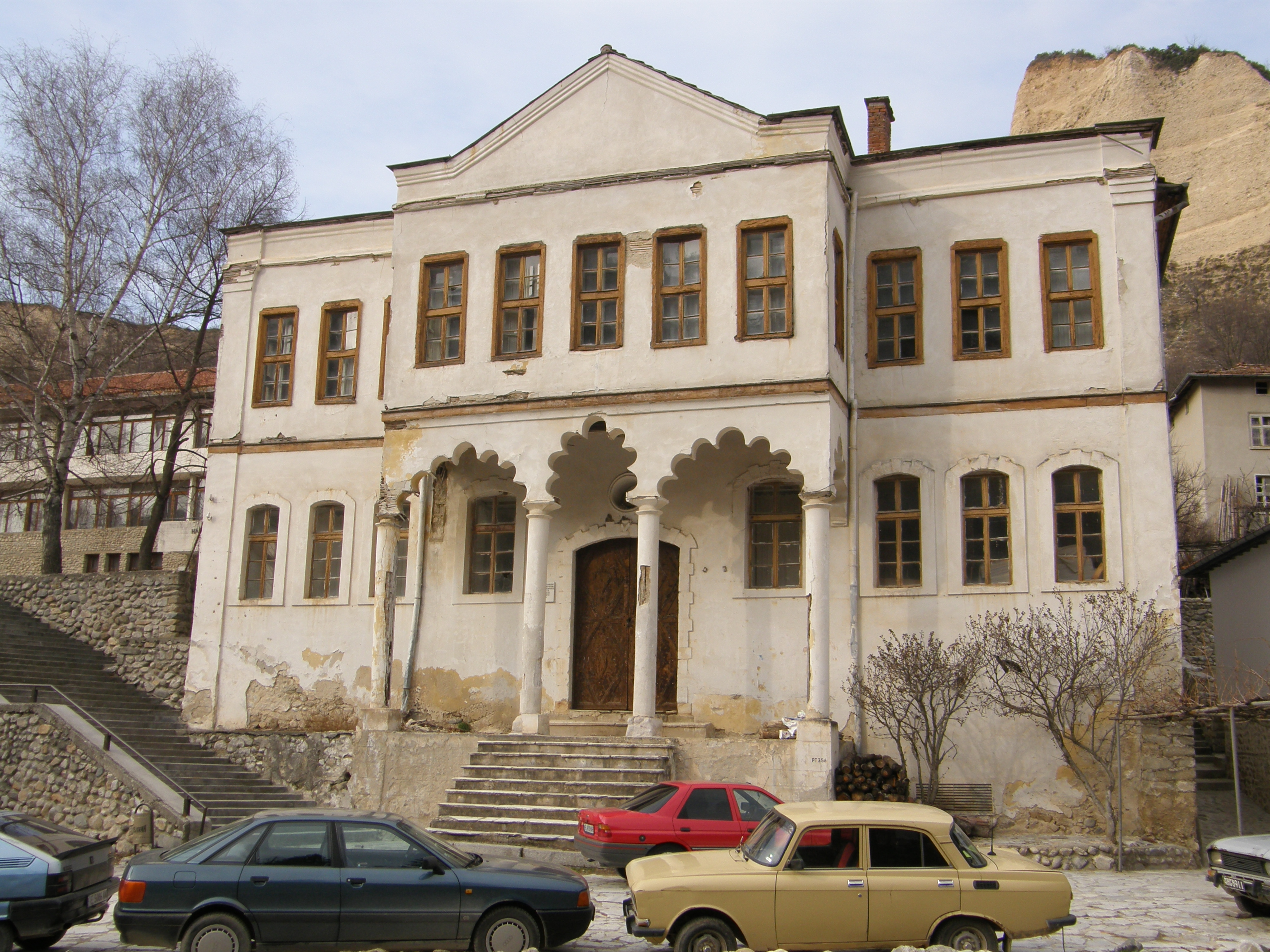
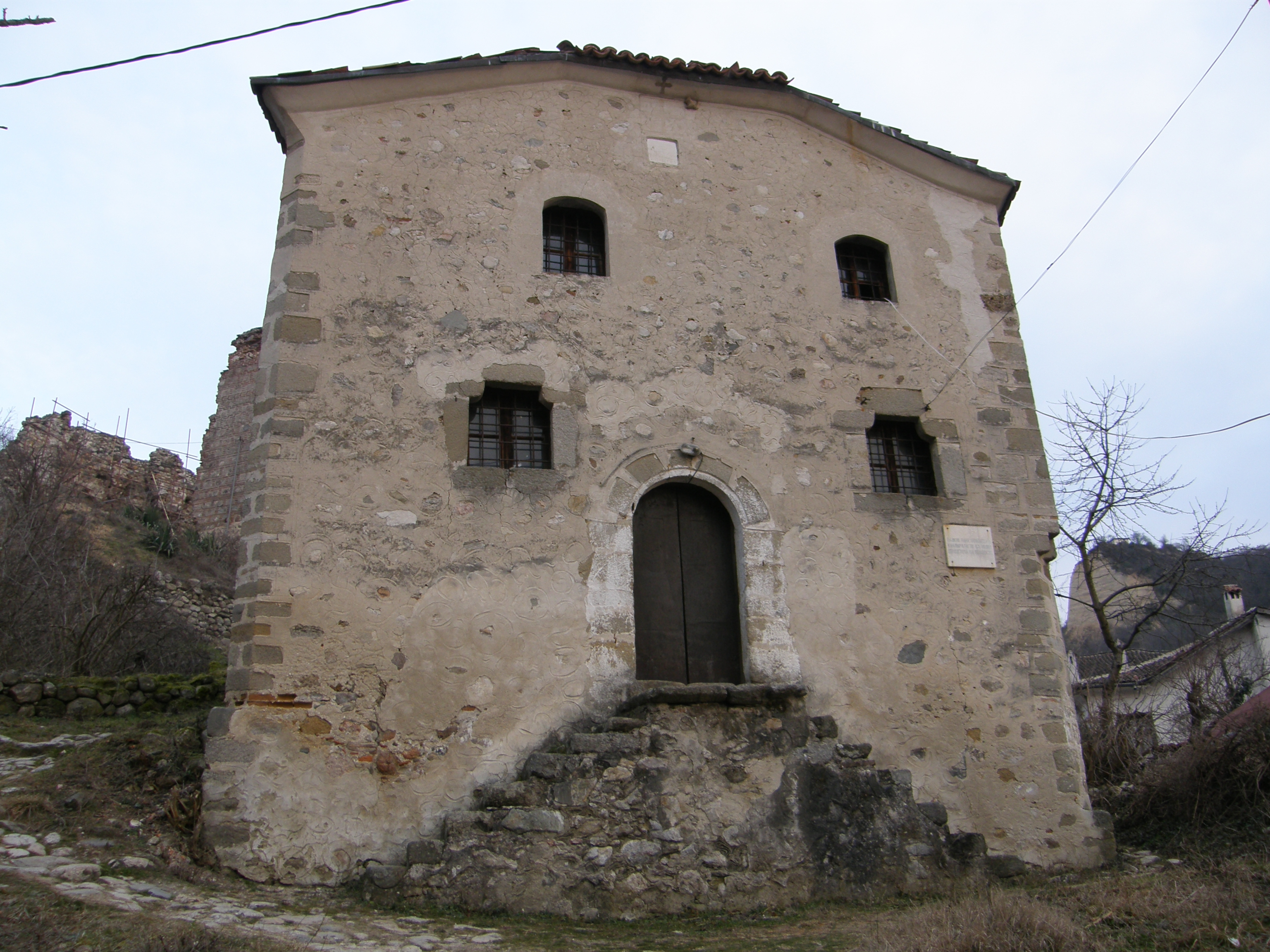
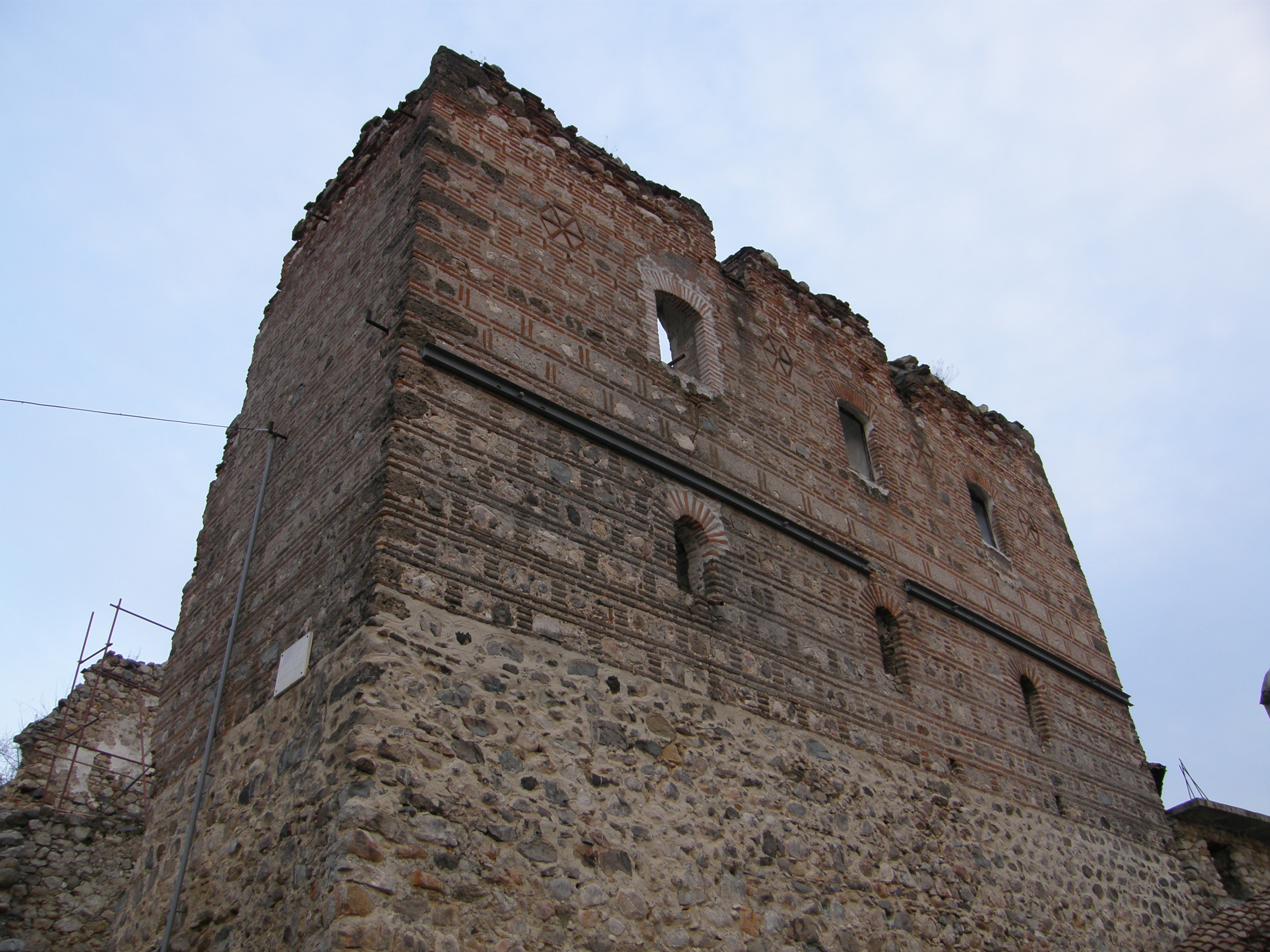
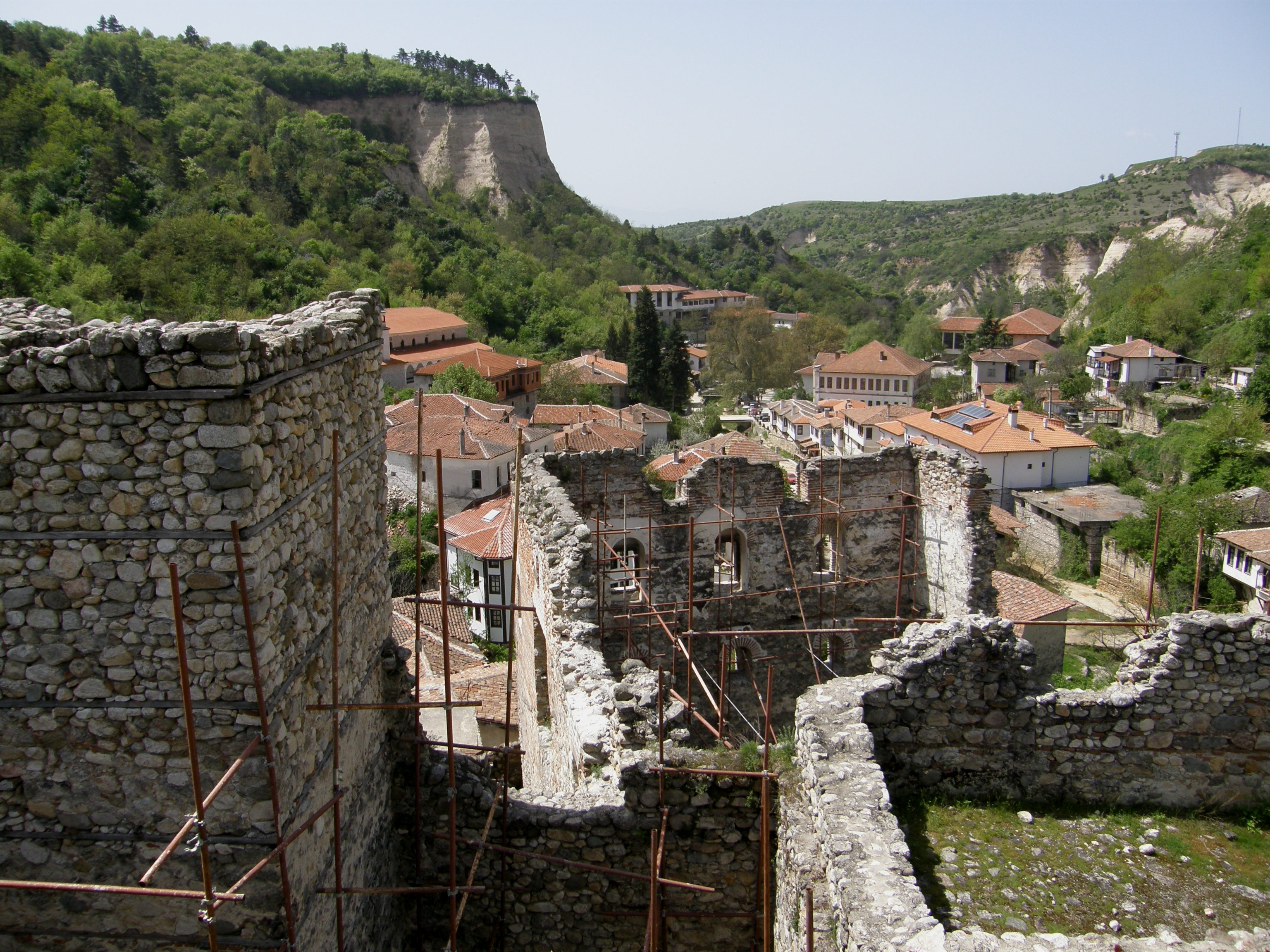
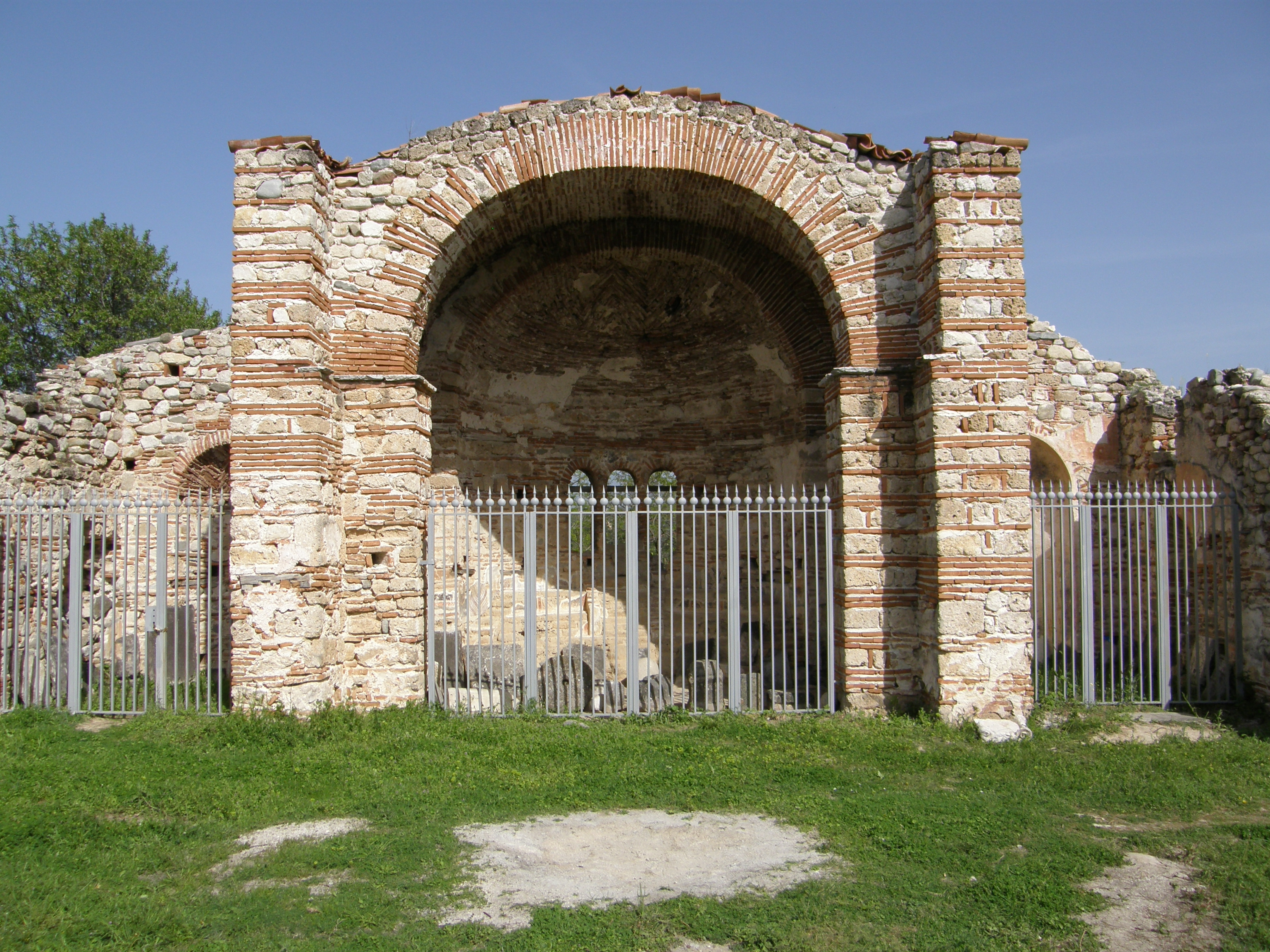
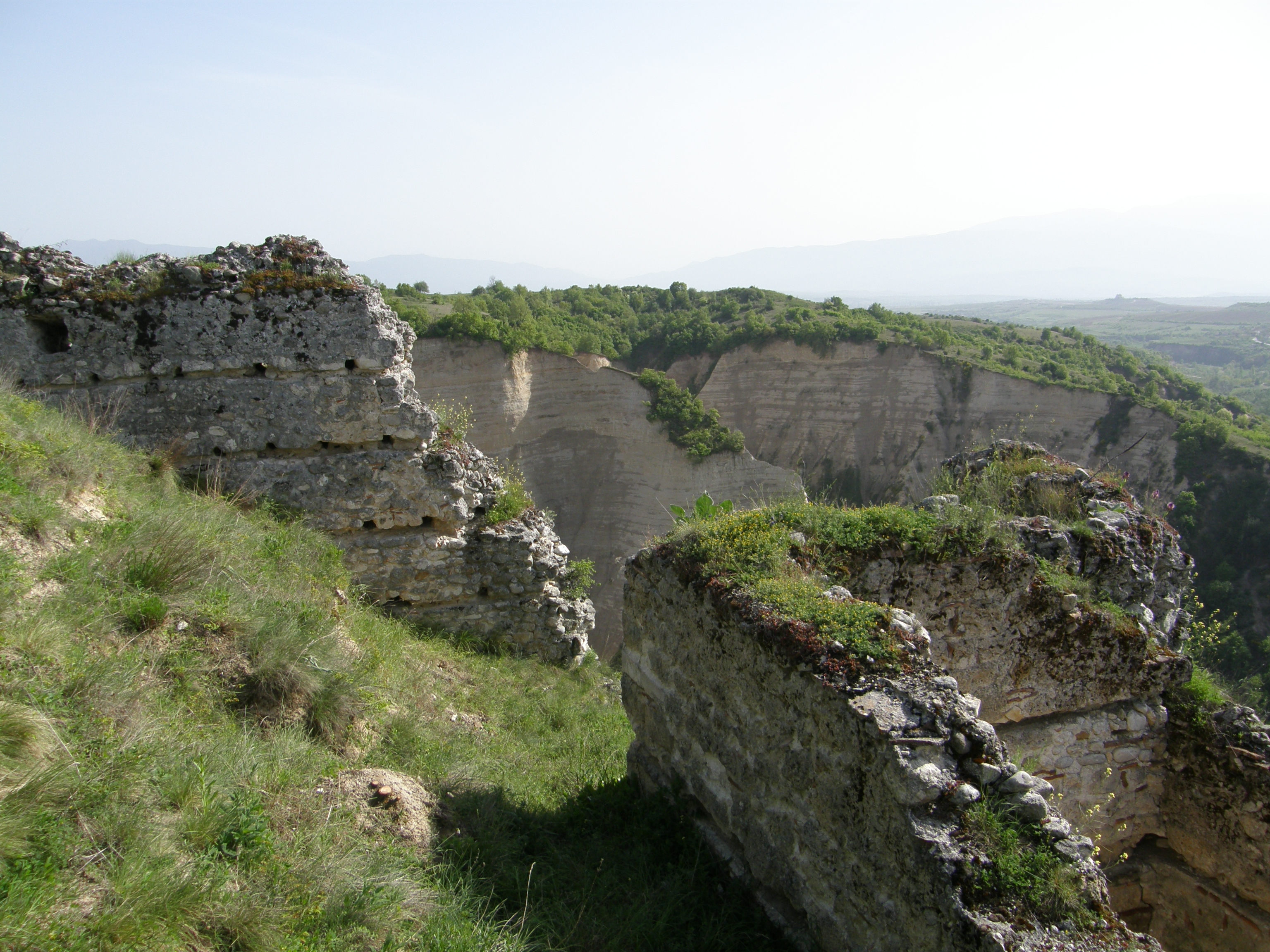
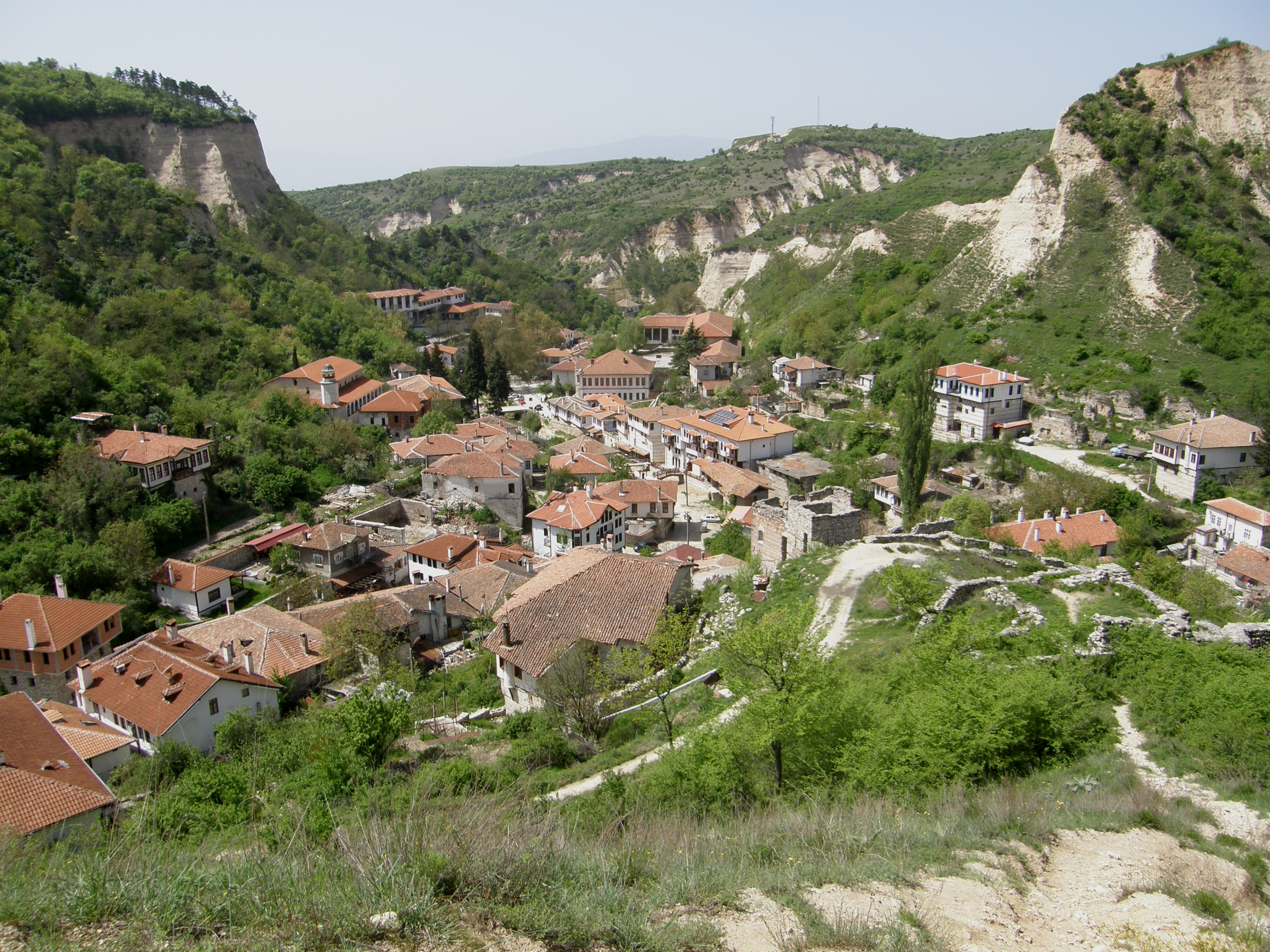
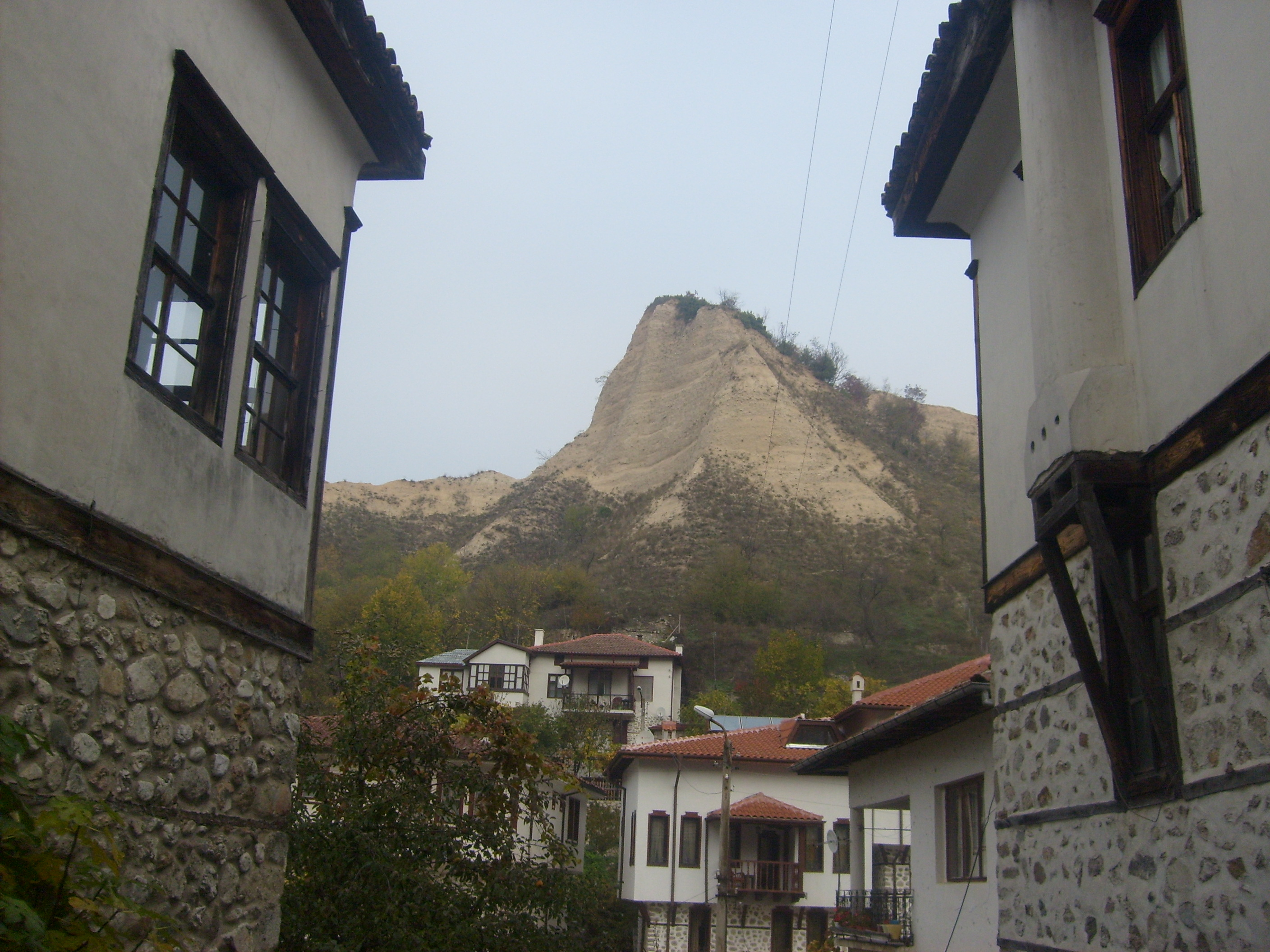
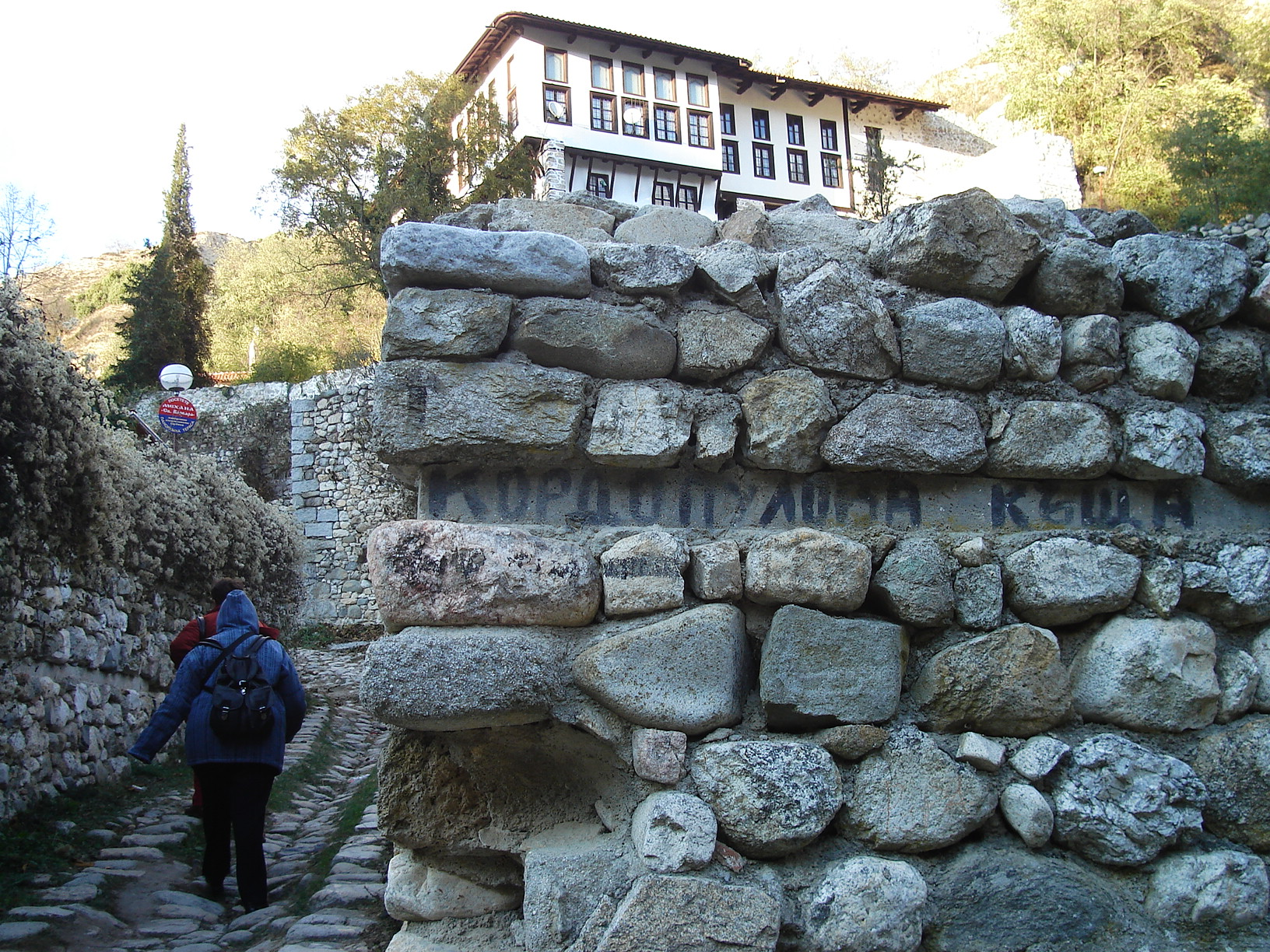
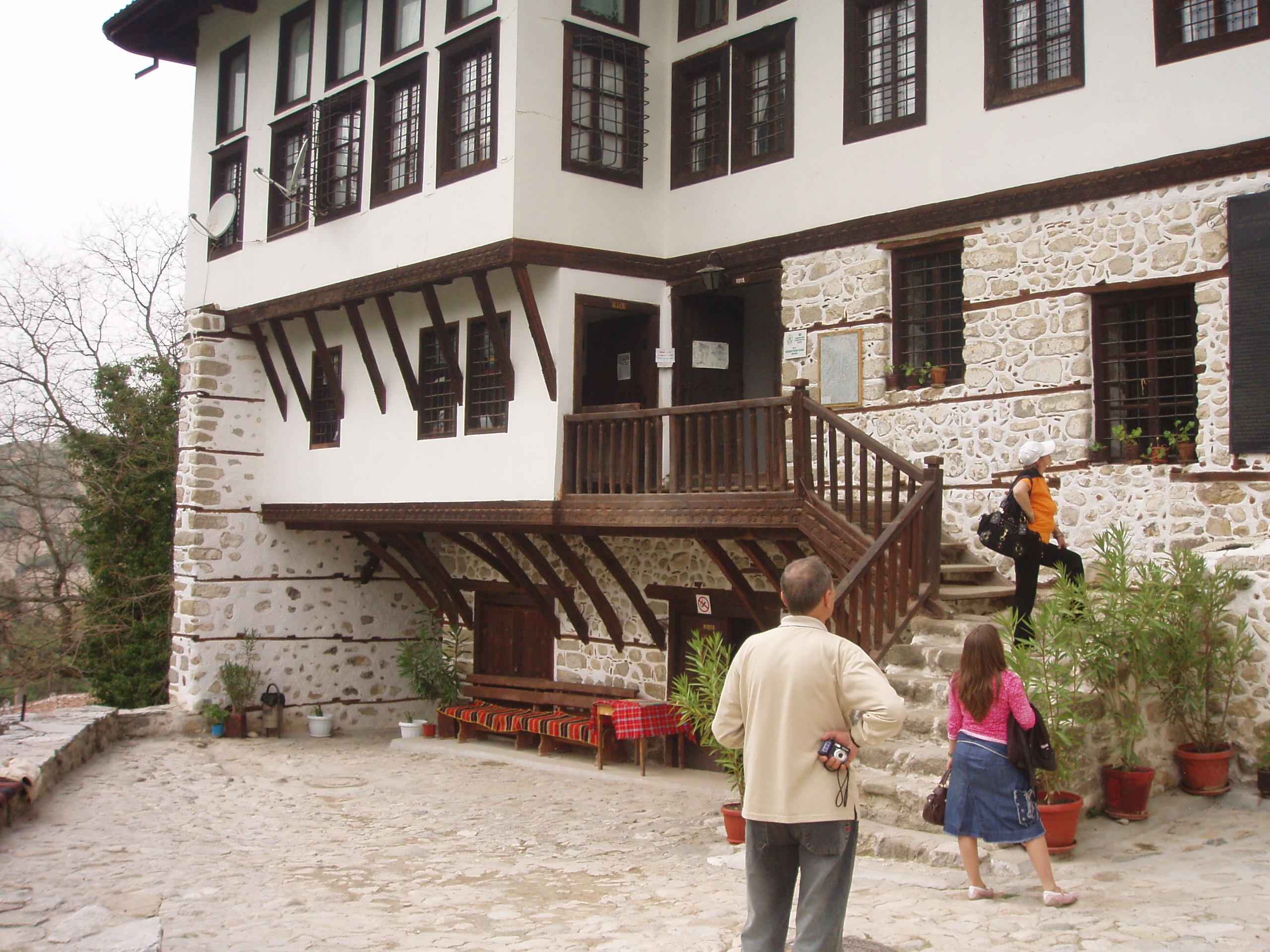
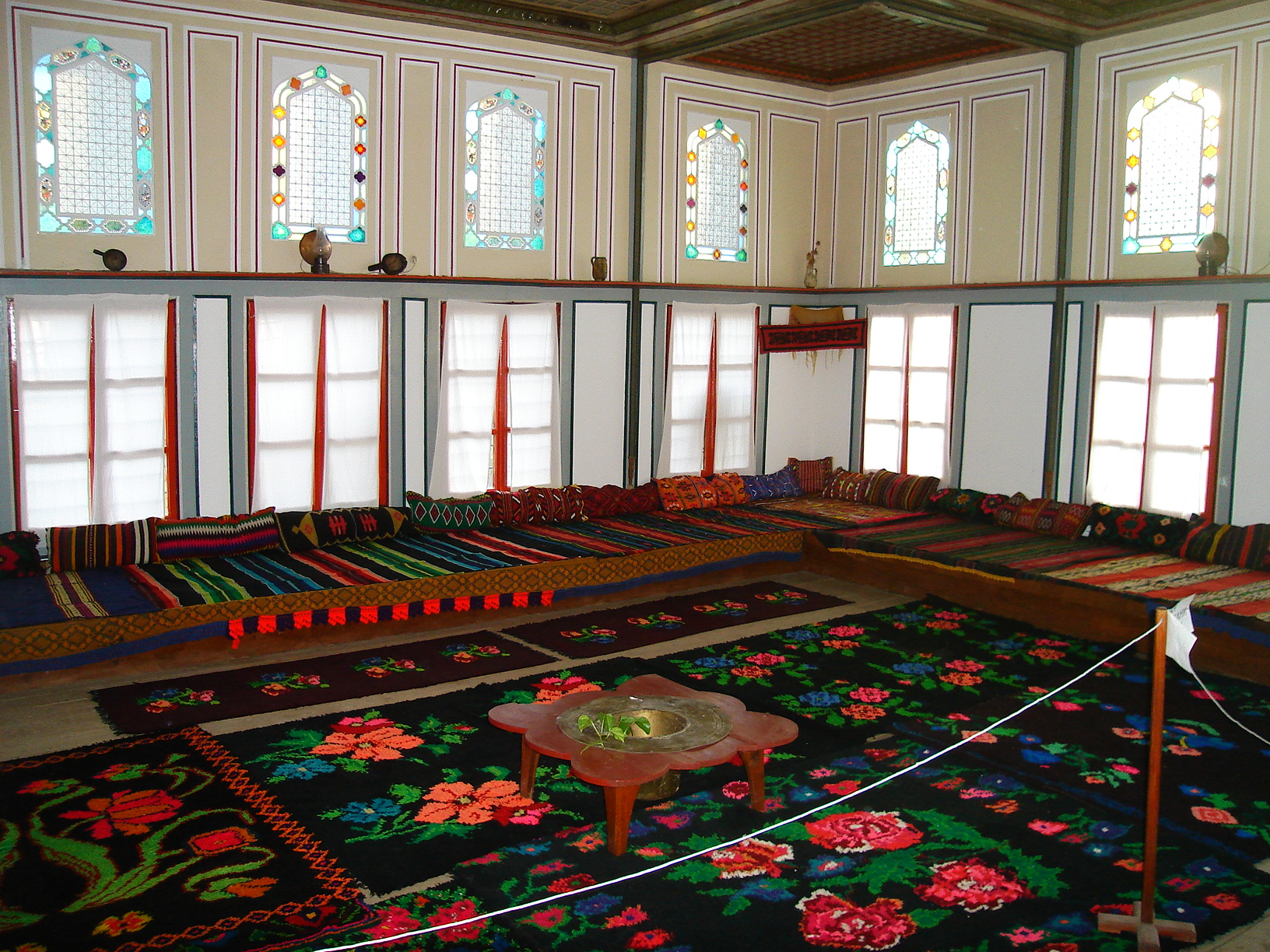
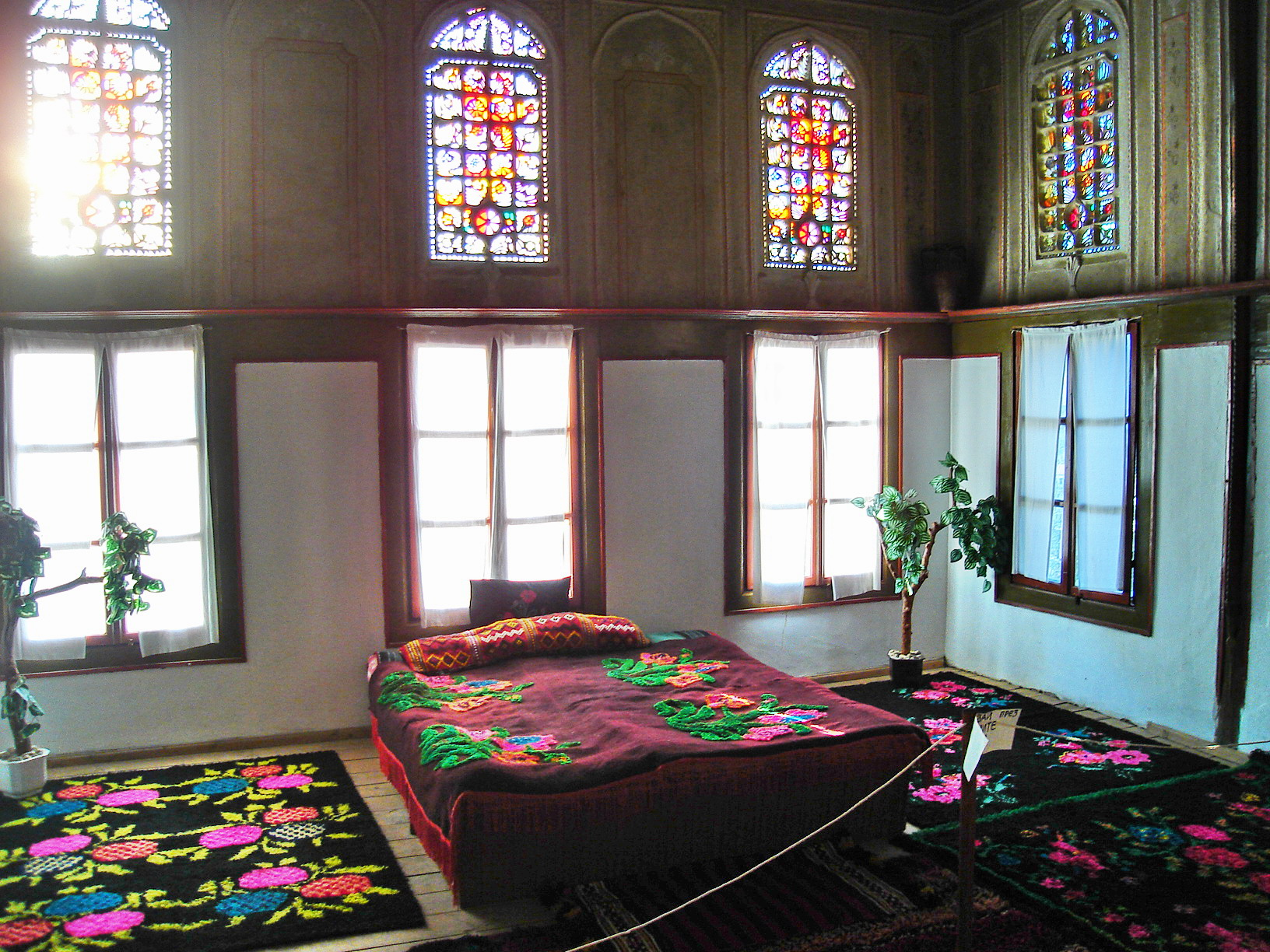
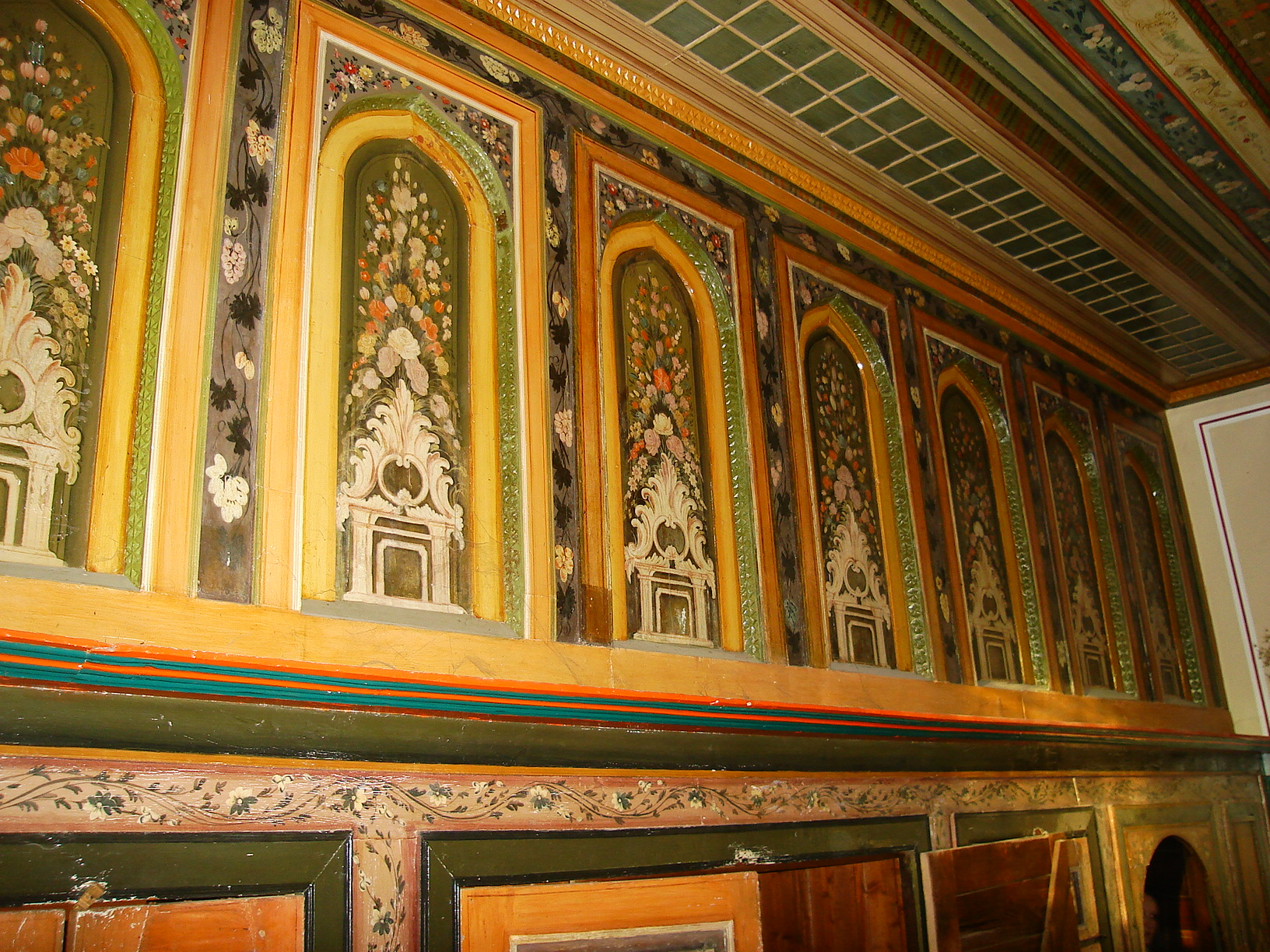
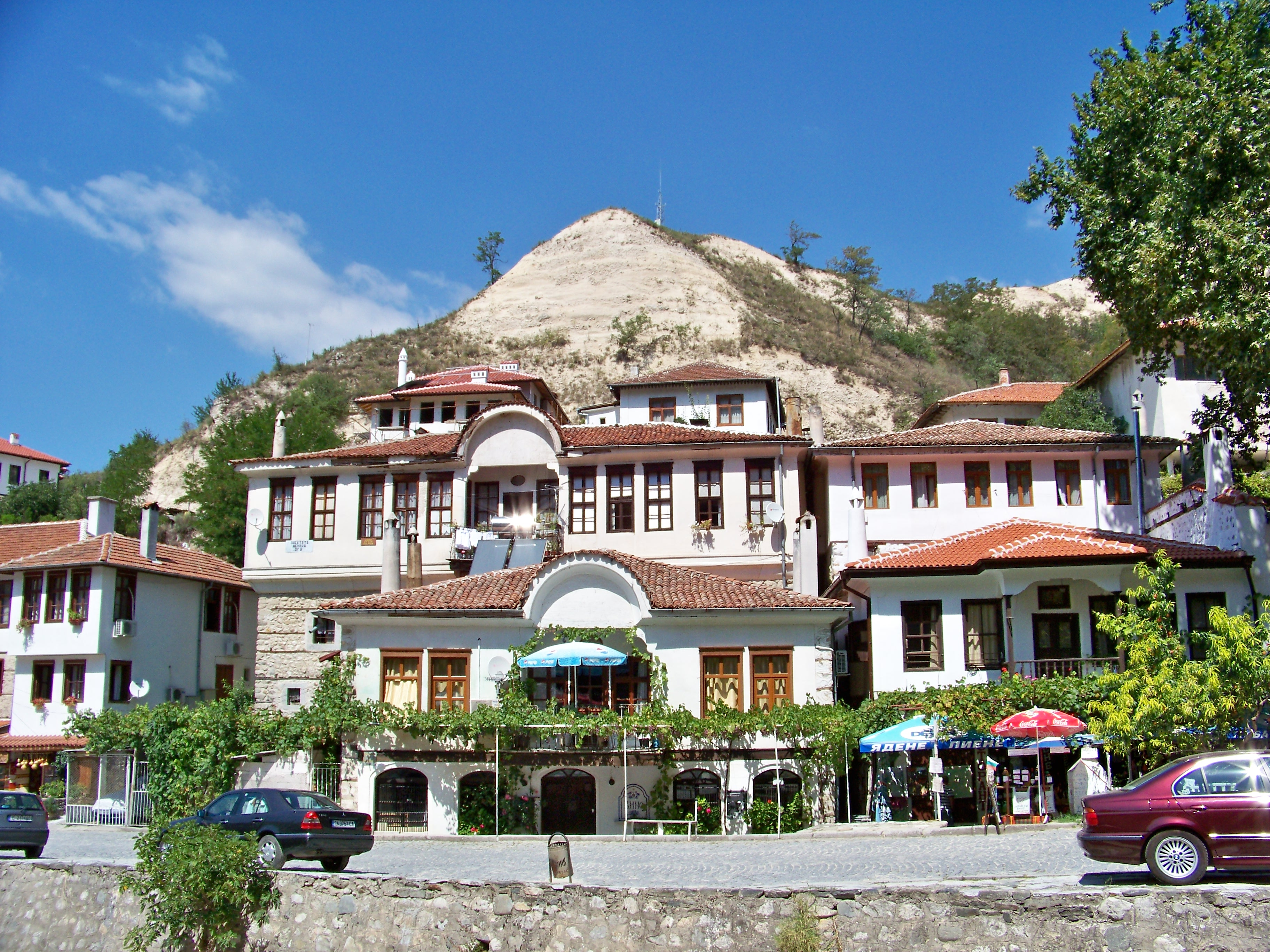
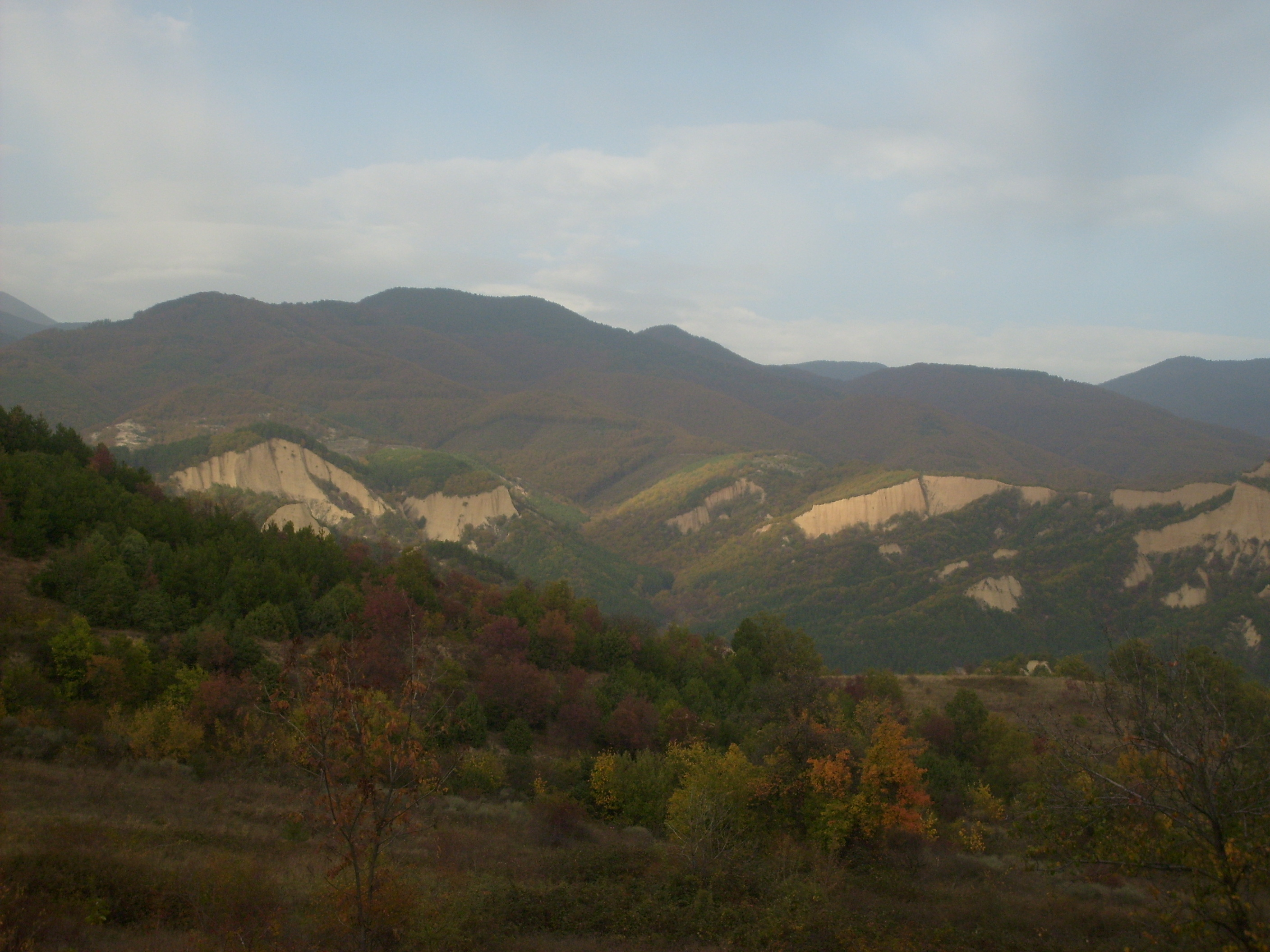
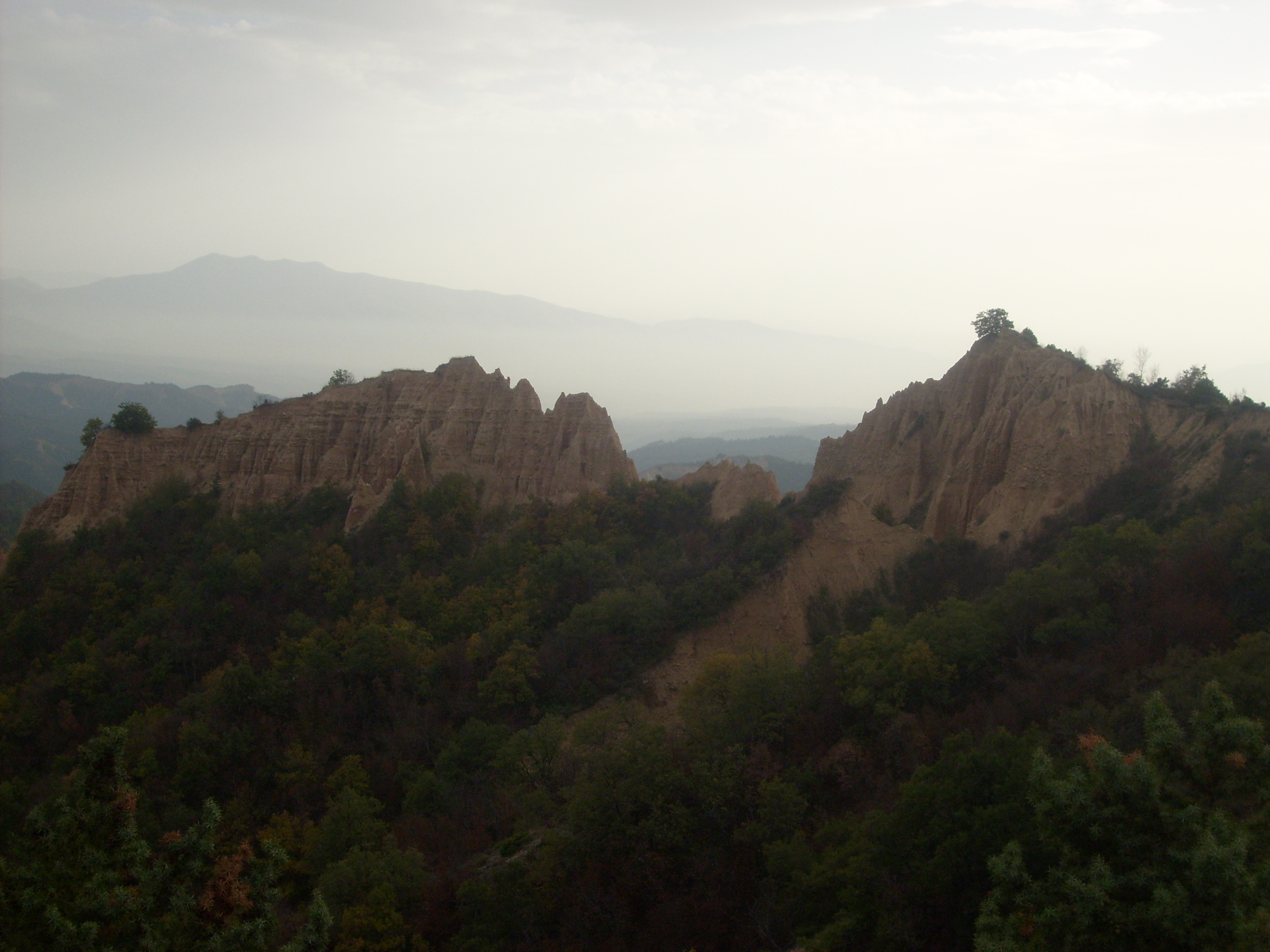
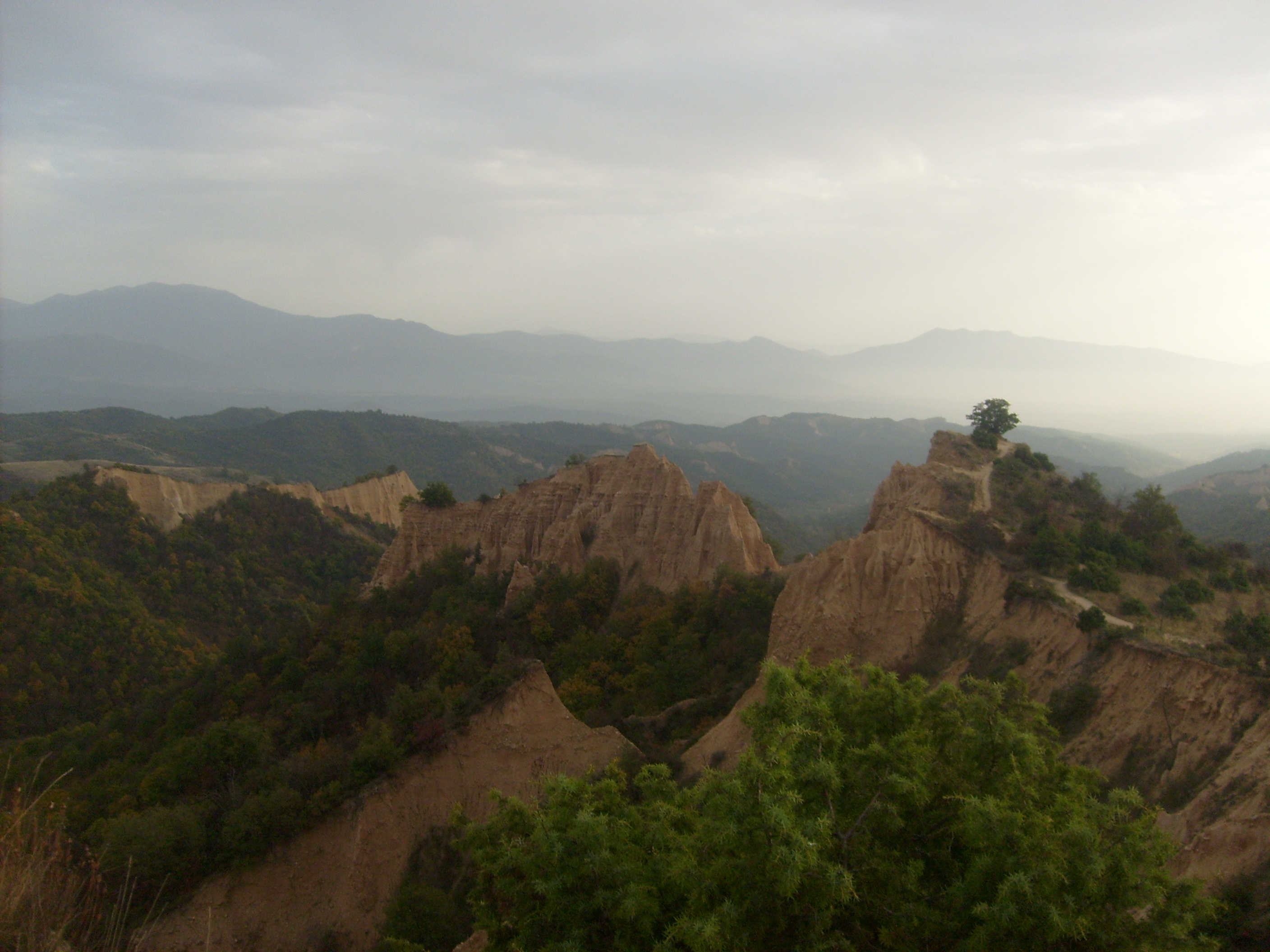
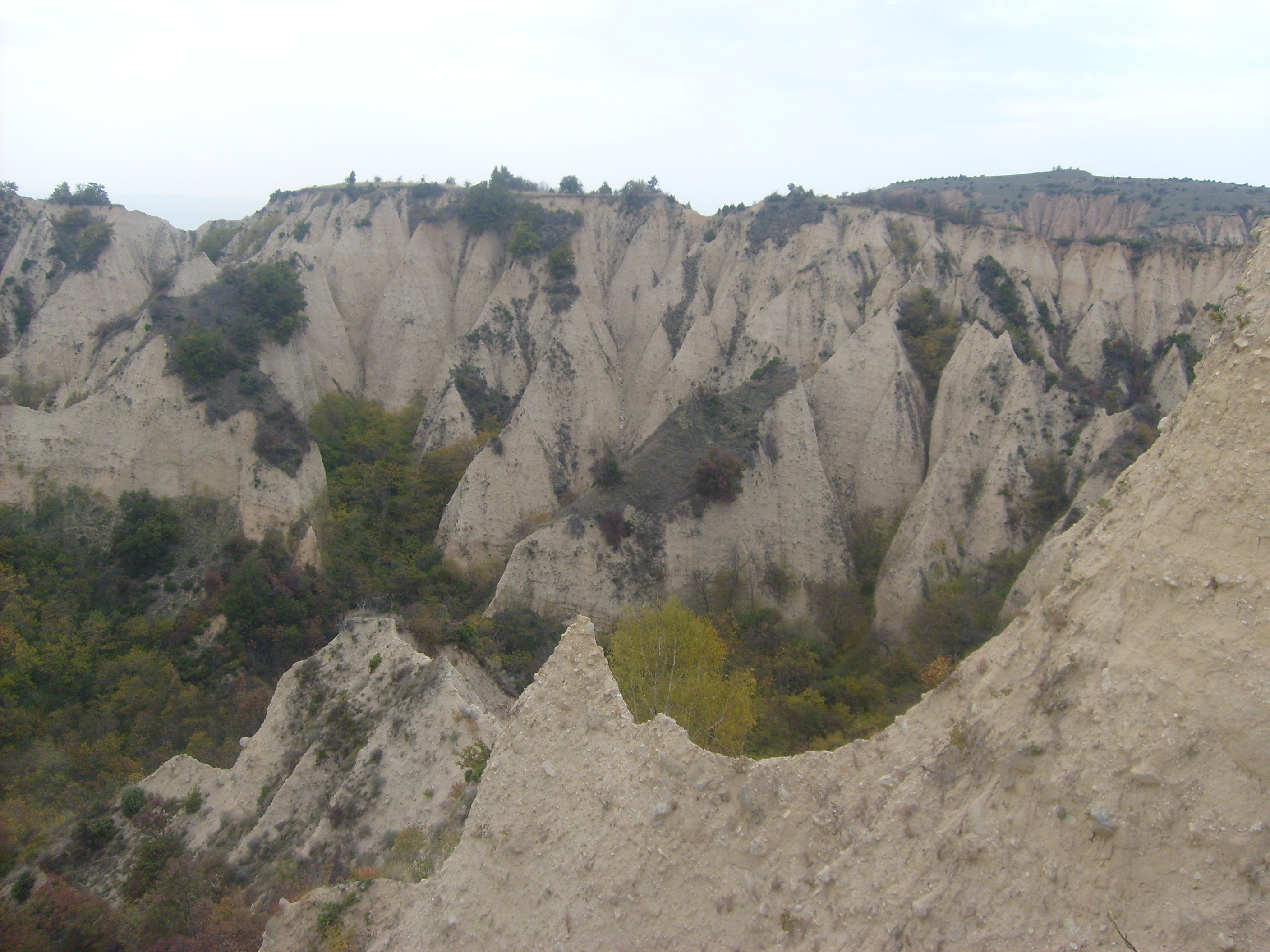
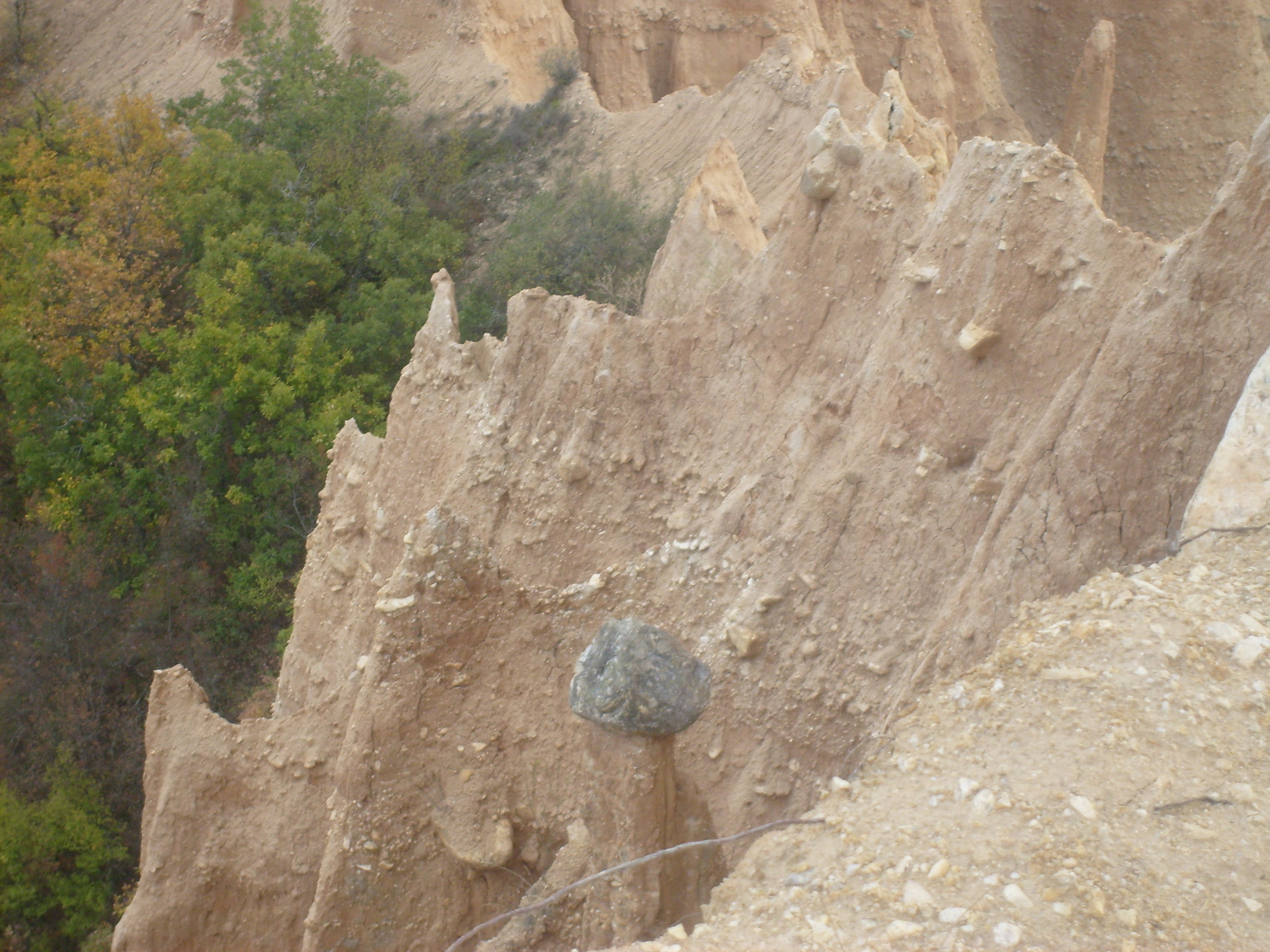
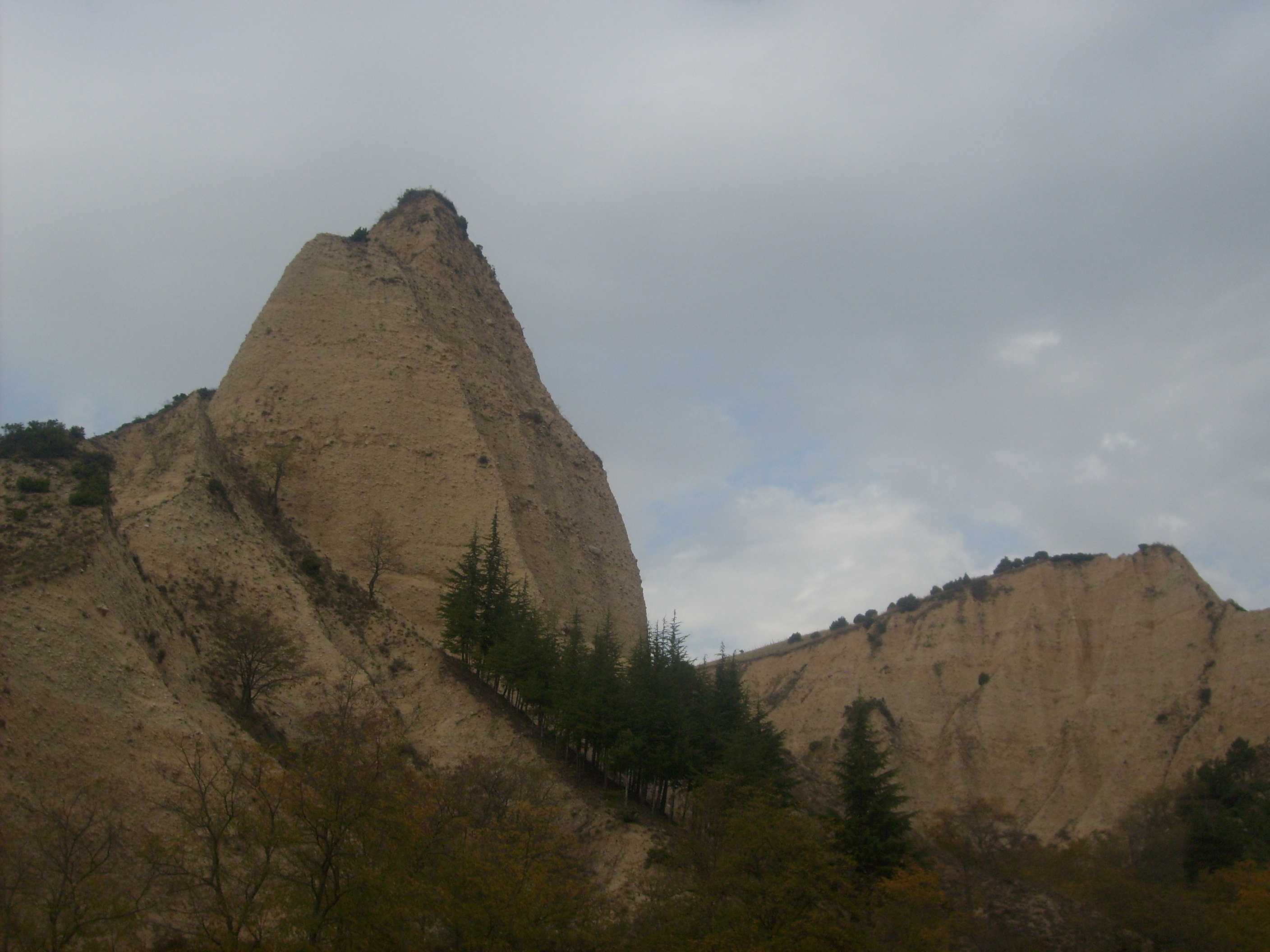